# Тора (язык)
Тора́ (Torá, Toraz) — мёртвый язык, который относится к чапакурской языковой семье, который раньше был распространён на притоках реки Мадейра, около нижних участков реки Мармелос, в штате Амазонас в Бразилии. SIL International насчитывал 40 человек в 1990 году, но к 2009 году объявил его мёртвым.